# Bjarne Pettersen
Bjarne Viktor Pettersen (Oslo, 8 de juny de 1891 – Porsgrunn, 14 de desembre de 1983) va ser un gimnasta artístic noruec que va competir a començaments del segle xx.
El 1912 va prendre part en els Jocs Olímpics d'Estocolm, on va guanyar la medalla d'or en el concurs per equips, sistema lliure del programa de gimnàstica.